# پورسخلو تپه
پورسخلو تپه مربوط به دوره ساسانیان است و در شهرستان زنجان، بخش قره پشتلو، روستای سالار آباد واقع شده و این اثر در تاریخ ۲۷ مرداد ۱۳۸۲ با شمارهٔ ثبت ۹۶۸۹ به‌عنوان یکی از آثار ملی ایران به ثبت رسیده است.